# Хелоуин (група)
Вижте пояснителната страница за други значения на Хелоуин.
Хелоуин (на английски: Helloween) е германска пауър метъл група. Основана е в началото на 1980-те години. Считани са за една от първите и най-известни пауър метъл групи.
Много техни песни се отличават от тези на други метъл групи със забавния си и сатиричен характер. Самото име на групата е пародия на името на английския празник Halloween (Хелоуин), означаващо „навечерието на празника на Вси светии“, като буквата a е заменена с e, формирайки думата „hell“ – ад. Символ на групата е тиква с изрязани очи, нос и уста, като тези използвани в навечерието на празника на Вси светии. Празнува се на тридесет и първи октомври.
През 1988 г., след европейската част от турнето „Keepers Live“, един от основателите на групата – Кай Хансен, напуска Helloween и по-късно основава „Гама Рей“.

## История

### Сформиране и първи албум (1984 – 1986)
1978 – 1980 – Кай Хансен и Piet Sielck свирят в банда, наречена Gentry, в Хамбург.
1980 – 1982 – Gentry сменя името си на Second Hell, а след това и на Iron Fist, в която се включват Маркус Гроскопф (екс Traumschiff) на бас-китара и Инго Швихтенберг (барабани). 1981 – Sielck напуска Iron Fist, за да стане звуков инженер. 1982 – Михаел Вайкат, китарист в местната банда Powerfool, се опитва да примами Kai в своята група, но вместо това самият той отива в Iron Fist. 1984 – по идея на Инго Швихтенберг, Iron Fist се преименува на Helloween. Негова е и идеята „о“-то от думата да бъде заместено с тиква, която по-късно става запазената марка на групата.
През 1985 г. издават първия си краткосвирещ албум – Helloween (EP), в който са включени пет песни. Една година по-късно издават и първия си студиен албум – Walls of Jericho. Възниква проблем – Кай е в затруднение. Затова кани 19-годишния Михаел Киске, който става техен вокал, а Кай остава китарист и беквокал.

### Напускане на Киске и Хансен (1986 – 1993)
Киске записва четири студийни албума с Helloween, включително и двете части на легендарния албум Keeper of the Seven Keys – Keeper of the Seven Keys, Part 1 (1987), Keeper of the Seven Keys, Part 2 (1988), Pink Bubbles Go Ape (1991) и Chameleon (1993). След това напуска поради спор с Михаел Вайкат. Преди това обаче, през 1989 г., Кай Хансен напуска групата. Причина за това е основаването на Gamma Ray. В албумите Pink Bubbles Go Ape и Chameleon е заместен с Роланд Грапов. След албума Chameleon напуска и Инго Швихтенберг.
След напускането на Киске почти веднага идва Анди Дерис, тогава 30-годишен. Когато той идва в групата предлага и нов барабанист – Ули Куш.

### Първи години с Анди Дерис (1994 – 2000)
През 1994 г. новите Helloween издават албума Master of the Rings, а две години по-късно и легендарния албум The Time of the Oath. През 1998 г. издават и албума Better Than Raw, а през 2000 г. – The Dark Ride. Но след издаването на The Dark Ride напуска и Роланд Грапов. Анди обаче му намира заместник – Саша Герстнер, тогава 25-годишен.

### Промени в състава (2001 – 2003)
През 2001 г. обаче Ули Куш напуска групата, а на негово място идва Щефан Шварцман, който се задържа до 2005 г. През 2003 г. Helloween издават нов албум – Rabbit Don't Come Easy.

### Настояще (2005– )
През 2005 г. Helloween издават албума Keeper of the Seven Keys: The Legacy – първият им албум с барабаниста Дани Льобле. Две години по-късно издават и Gambling with the Devil. През 2010 г. издават първия си албум в стил хевиметъл – 7 Sinners. На 18 януари 2013 г. излиза нов албум – Straight out of Hell. През февруари 2015 г. излиза My God-Given Right.

## Състав
| Сегашни членове - Михаел Вайкат – китара (1984– ) - Маркус Гроскопф – бас (1984– ) - Кай Хансен – китара (1984 – 1989), вокали (1984 – 1986), (2016– ) - Михаел Киске – вокали (1986 – 1993), (2016– ) - Анди Дерис – вокали (1994– ) - Саша Герстнер – китара (2002– ) - Даниел Льобле – барабани (2005– ) |  | Предишни членове - Инго Швихтенберг – барабани (1984 – 1993) - Роланд Грапов – китари (1989 – 2001) - Ули Куш – барабани (1994 – 2001) - Марк Грос – барабани (2001 – 2003) - Щефан Шварцман – барабани (2003 – 2005) |

### Бивши членове само за концерти
- Ричи Абдел Наби – барабани (1993)
- Стефан Шварцман – барабани (2003 – 2005)

## Дискография
| - Walls of Jericho (1985) - Keeper of the Seven Keys, Part 1 (1987) - Keeper of the Seven Keys, Part 2 (1988) - Pink Bubbles Go Ape (1991) - Chameleon (1993) - Master of the Rings (1994) - The Time of the Oath (1996) - Better Than Raw (1998) - The Dark Ride (2000) - Rabbit Don't Come Easy (2003) - Keeper of the Seven Keys: The Legacy (2005) - Gambling with the Devil (2007) - 7 Sinners (2010) - Straight out of Hell (2013) - My God-Given Right (2015) - Helloween (1985) - Mr. Ego (1994) - Burning Sun (2012) - Live in the U.K. (1989) - High Live (1996) - Keeper of the Seven Keys – The Legacy World Tour 2005/2006 (2007) - Metal Jukebox (1999) - The Best, The Rest, The Rare (1991) - Karaoke Remix Vol.1 (1998) - Karaoke Remix Vol.2 (1998) - Treasure Chest (2002) - Unarmed – Best of 25th Anniversary (2009) | - Judas (1986) - Future World (1987) - Dr. Stein (1988) - I Want Out (1988) - Kids of the Century (1991) - Number One (1992) - When the Sinner (1993) - I Don't Wanna Cry No More (1993) - Step Out of Hell (1993) - Windmill (1993) - Mr. Ego (1994) - Where the Rain Grows (1994) - Perfect Gentleman (1994) - Sole Survivor (1995) - Power (1996) - The Time of the Oath (1996) - Forever and One (1996) - I Can (1998) - Hey Lord! (1998) - Lay All Your Love on Me (1999) - If I Could Fly (2000) - Mr. Torture (2000) - Just a Little Sign (2003) - Mrs. God (2005) - Run (In the Name of Your Enemy) (2005) - Light the Universe (2006) - As Long as I Fall (2007) - Are You Metal? (2010) - Burning Sun (2012) - Nabataea (2013) - Battle's Won (2015) - My God Given Right (2015) |